# Turbin

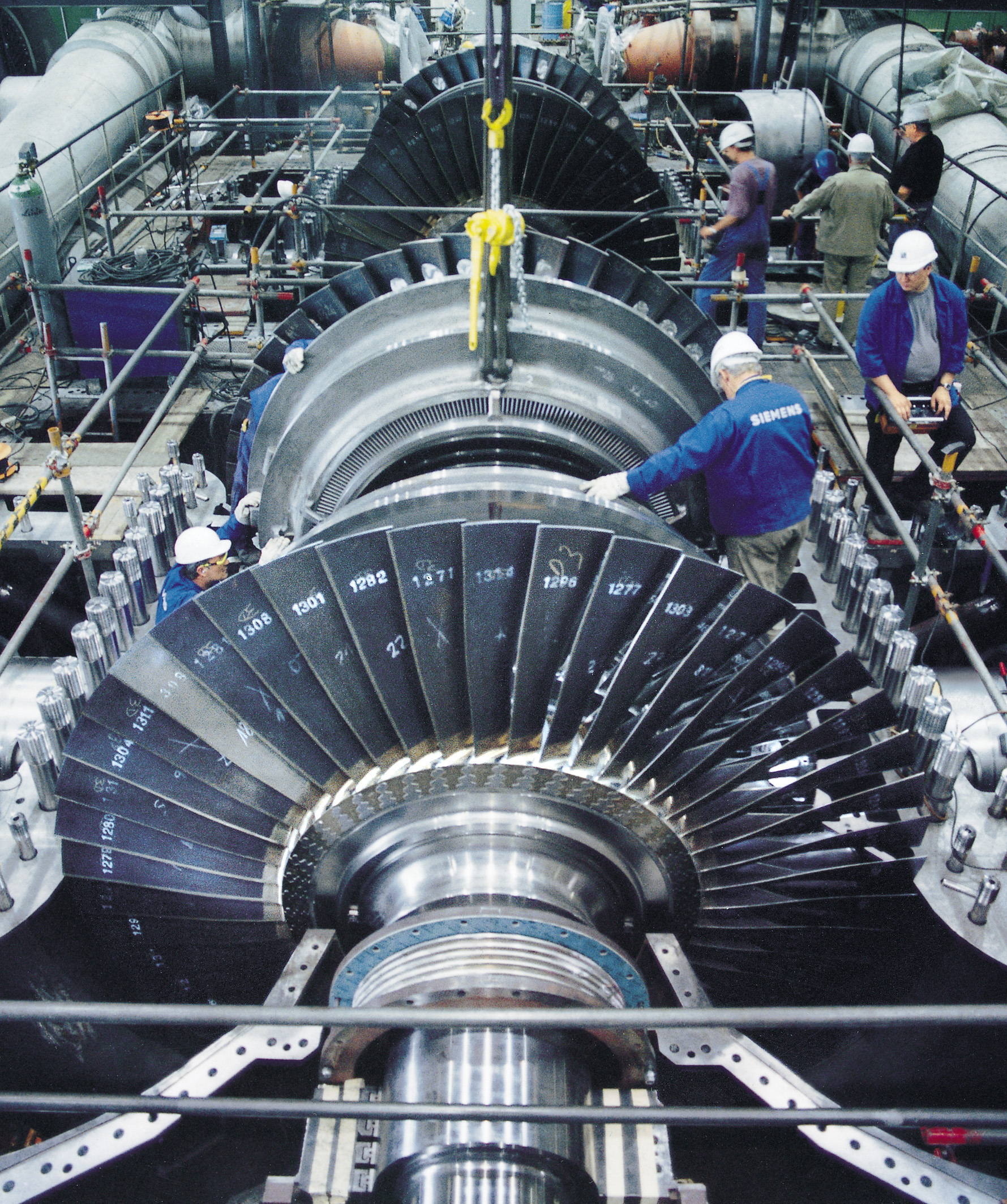
En ångturbin installeras av Siemens

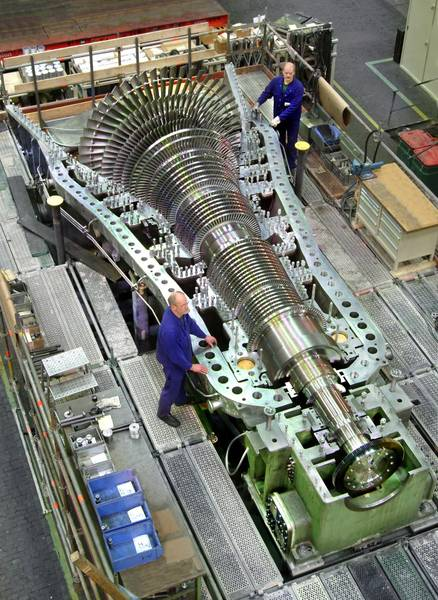
Ångturbin från MAN SE.

En turbin är en turbomaskin som omvandlar energi från ett flöde av en vätska eller gas till mekaniskt arbete. Claude Burdin (1788–1873) myntade termen från latinets turbo, som betyder virvel, under en tekniktävling 1828. Benoît Fourneyron (1802–1867), en av Claude Burdins studenter, konstruerade den första användbara vattenturbinen. 
De enklaste turbinerna har en rörlig del, oftast försedd med blad, fäst på en axel. Vätska eller gas i rörelse påverkar bladen och får turbinen att snurra. Tidiga exempel på turbiner är väderkvarnen och vattenhjulet. Gas-, ång-, och vattenturbiner har höljen runt bladen som innesluter och kontrollerar flödet. Den brittiske ingenjören Sir Charles Parsons (1854–1931) har fått äran för uppfinningen av den moderna ångturbinen. Han byggde bland annat det första turbindrivna fartyget, Turbinia, som sjösattes 1894.
En maskin som liknar en turbin, men som arbetar i motsatt riktning, är en kompressor eller en pump.

## Användning
Nästan all industriellt producerad elektricitet produceras med någon form av turbin.[källa behövs] Turbiner som används i värmekraftverk kan omvandla cirka 40 procent av värmeenergin till elektricitet, resten blir spillvärme. Ett kraftvärmeverk kan däremot ha en mycket högre verkningsgrad, då även värmen används som fjärrvärme. Turbiner används också i fartygsmotorer och flygmotorer. Även turboaggregat i turboöverladdade kolvmotorer innehåller, som namnet antyder, en turbin.

## Typer av turbiner
- Ångturbiner används för att omvandla värmeenergi till elektricitet i till exempel kol- eller kärnkraftverk. Omkring 80 procent av all elektricitet i världen produceras med ångturbiner. Trots att ångturbiner endast kan omvandla under hälften av bränslets energi till elektricitet, är de ändå effektiva jämfört med motsvarande otto- och dieselmotorer.
- Vattenturbiner utvinner energi ur vatten i rörelse, främst i vattenkraftverk
- En gasturbin är oftast en del av en större maskin som producerar energi. Hela processen består i sin enklaste form av en kompressor, en brännkammare och en turbin. Gasturbinen drivs av strömmande förbränningsgaser. Gasturbiner har i regel högre verkningsgrad än ångturbiner.
- Vindturbiner används i vindkraftverk

## Teori

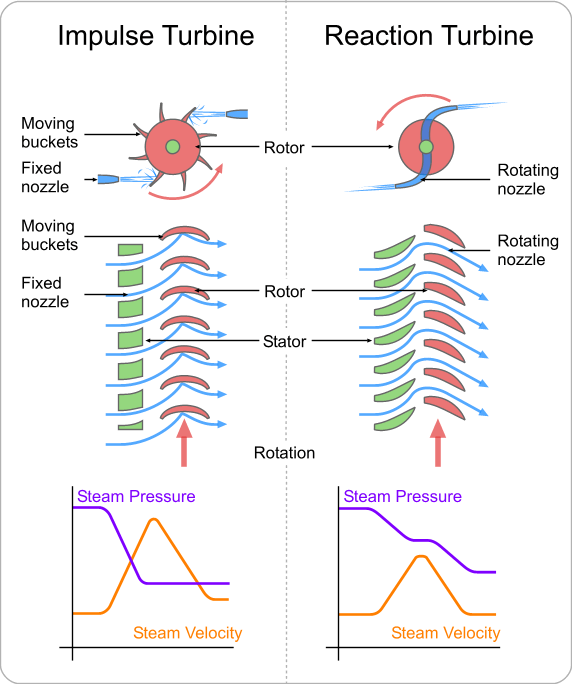
Skillnaden mellan en impulsturbin och en reaktionsturbin

En vätska eller gas i rörelse innehåller potentiell energi och rörelseenergi. Det flödande mediet kan vara kompressibelt eller inte. Många fysikaliska principer kan beskriva hur turbinen fångar energi från mediet:
- Turbiner kan drivas av impuls. Sådana turbiner ändrar flödesriktningen hos ett medium med hög hastighet. Den resulterande impulsen snurrar turbinen och lämnar mediet med reducerad kinetisk energi. Mediets tryck förändras dock inte när den passerar genom rotorbladen. Newtons andra lag beskriver energiöverföringen i en impulsturbin.
- Turbiner kan också drivas med reaktionskraft enligt Newtons tredje lag. Sådana turbiner utvecklar vridmoment genom att reagera på mediets tryck eller vikt. Mediets tryck förändras när den passerar genom turbinen. Rotorbladen måste därför omslutas av ett hölje, eller så måste de vara helt omslutna av mediet (såsom en vindturbin).

De flesta turbiner omvandlar energi enligt båda dessa förklaringsmodeller när det är möjligt.